# 안산 쌍계사 현왕도
안산 쌍계사 현왕도(安山 雙溪寺 現王圖)은 대한민국 경기도 안산시, 쌍계사에 있는 불화이다. 2002년 9월 16일 경기도의 유형문화재 제182호로 지정되었다.

## 개요
현왕도(現王圖)는 죽은 사람이 지옥에서 살아있을 때 저지른 죄질(罪質)을 심판하는 염라왕을 그린 불화이다. 인도의 토속신인 염라왕은 중국으로 전래되어 명부신앙(冥府信仰)과 결합되면서 시왕(十王) 중 다섯 번째인 염라대왕으로 바뀌었다. 따라서 현왕도는 시왕도 가운데 염라대왕도가 별도로 독립되어 발전한 그림이다. 쌍계사 요사에 보관 중인 현왕도는 가로 77.5㎝, 세로109.3㎝인 비단바탕에 진한 채색으로 그려져 있다. 병풍으로 둘러싸인 가운데 경책(經冊)을 올려놓은 관을 쓴 현왕(現王)이 깃이 녹색인 붉은 도포를 입고 호랑이 가죽을 깐 의자에 앉아 상체를 약간 돌려 양손에 홀을 가지런히 잡은 자세를 취하고 있다. 얼굴은 눈썹과 수염을 가는 필치로 반복적으로 그려 강한 인상을 준다. 윗부분에 파초선(芭蕉扇)과 일산(日傘)을 든 동자, 중간부분에 대륜성왕(大輪聖王)과 전륜성왕(轉輪聖王), 아랫부분에 죄의 기록을 적은 두루마리와 장책을 든 판관(判官)과 녹사(綠事)가 대칭을 이룬다. 화면 가운데 나뭇결이 화려한 책상 위에 문방사우(文房四友)를 비롯하여 어피인궤합(魚皮印櫃盒)을 놓아 장식적인 요소를 첨가하였다. 화면 전체에 적색(朱色), 녹청색(綠靑色), 군청색(群靑色)을 주로 사용하고, 얼굴과 손은 백색을 칠하여 18세기 후반 불화의 설채법(設彩法)을 따르고 있다. 묘선(描線)은 얇은 먹선으로 세밀하게 그리고, 관(冠)과 어피인궤합 등에 약간의 금니(金泥)를 칠하였다.

## 문화재 지정사유
현존 현왕도중 제작시기가 이르고 보존상태가 뛰어날 뿐 만 아니라 화면의 구도나 설채법 등에서 조선후기 현왕도 연구의 기준작이 될 정도로 우수한 문화재이다. 아울러 더 이상 훼손되지 않도록 보존처리 등 보존관리 계획을 수립하였다.

## 같이 보기
- 쌍계사

## 참고 자료
- 쌍계사현황도 - 국가유산청 국가유산포털